# 保羅 (咖啡店)

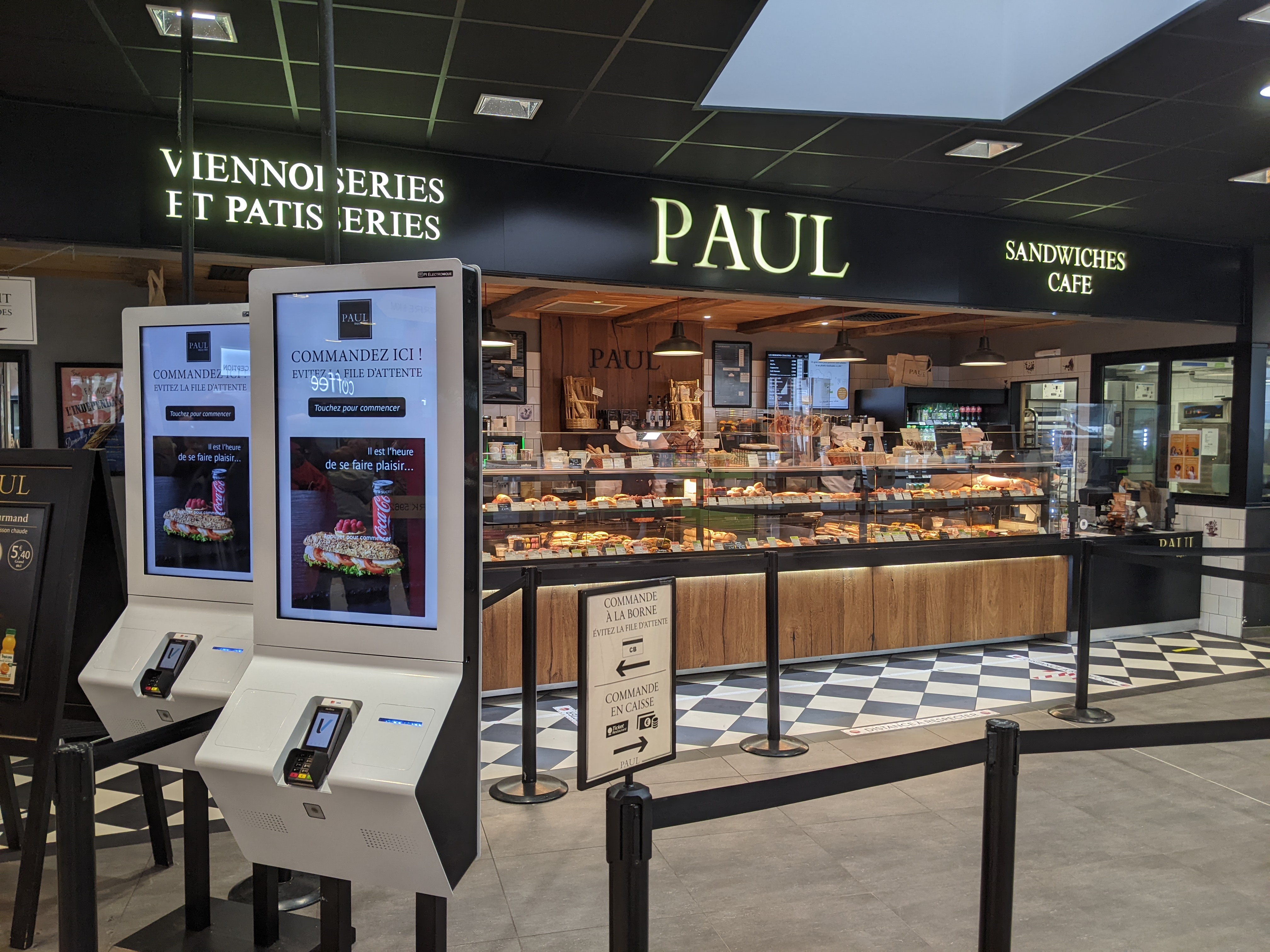
咖啡店入口的自助點餐機和後面的包點展示區

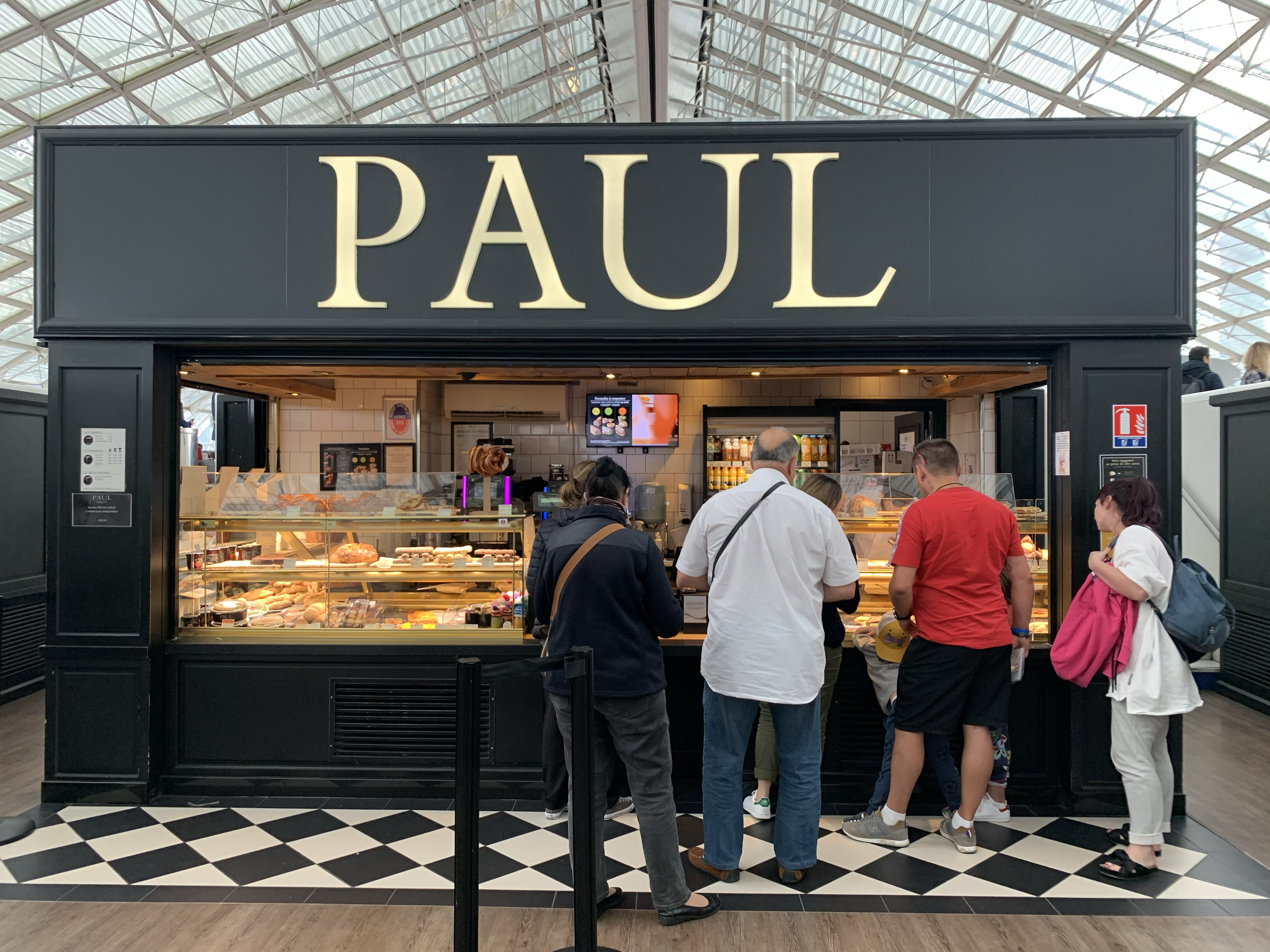
戴高樂機場內的保羅咖啡店

保羅（法語：Paul），是一家由查理曼·梅约（Charlemagne Mayot）於克魯瓦在1889年創立的法國連鎖麵包及咖啡店。 總部現設於馬爾康巴勒爾，全球共有47個國家有其咖啡店，主要提供各項法國產品包括麵包、可麗餅、三明治、馬卡龍、湯、蛋糕、咖啡、紅酒及啤酒。
保羅隸屬的霍尔德集团於2002至2021年間亦曾擁有法國知名高檔麵包店拉杜麗。

## 歷史
- 1889年：查理曼·梅约和他的妻子在法国北部的克鲁瓦建立了一家面包店。
- 1908年：他们的儿子埃德蒙·梅约（Edmond Mayot）接管了面包店。
- 1935年：埃德蒙的女儿苏珊娜与面包师和糕点师朱利安·霍尔德（Julien Holder）结婚。他们在里尔的瓦泽梅区开设了一家面包店。
- 1953年：霍尔德一家与他们的儿子弗朗西斯接管了保罗家族著名的面包店，并保留了“保罗”这个名字。
- 1958年：在父亲去世后，弗朗西斯·霍尔德（英语：Francis Holder）与母亲共同掌管里尔的家族面包店。他因是家庭的经济支柱而免于参加阿尔及利亚战争，但履行了军事义务。
- 1963年：弗朗西斯以一万法郎开设了里尔的新保罗面包店。他扩大了业务，并开始为新画廊提供面包。
- 1970年：他购买并改造了拉马德琳的一处工业废弃场地，变成一家大型面包店。
- 1972年：在里尔面包店安装了木炉，成为受欢迎的特色，随着连锁店扩展到购物中心而广泛应用。
- 1993年：连锁店进行了视觉品牌重塑，采用了现在标志性的黑色外观，尽管布局基本保持不变。

## 外部連結
- 维基共享资源上的相關多媒體資源：保羅
- 官方网站